# Мезенцев (лунный кратер)
Кратер Мезенцев (лат. Mezentsev) — большой древний ударный кратер в северной приполярной области обратной стороны Луны. Название присвоено в честь советского конструктора ракетной техники Юрия Борисовича Мезенцева и утверждено Международным астрономическим союзом в 1970 г. Образование кратера относится к донектарскому периоду.

## Описание кратера
Ближайшими соседями кратера Мезенцев являются кратер Гиппократ на западе; кратер Хейманс на северо-западе; кратер Меррилл на северо-востоке; кратер Ньепс на востоке и кратер Стеббинс на юго-западе. Селенографические координаты центра кратера 71°46′ с. ш. 129°38′ з. д. / 71,77° с. ш. 129,64° з. д., диаметр 84,5 км, глубина 2,8 км.
Кратер Мезенцев имеет полигональную форму и значительно разрушен за длительное время своего существования. Вал сглажен и перекрыт множеством кратеров различного размера, юго-западная часть вала перекрыта сателлитным кратером Мезенцев S (см. ниже). Объем кратера составляет приблизительно 7600 км³.  Дно чаши сравнительно ровное, в западной части чаши располагается приметный небольшой чашеобразный кратер.

## Сателлитные кратеры
| Мезенцев | Координаты                                              | Диаметр, км |
| -------- | ------------------------------------------------------- | ----------- |
| M        | 68°17′ с. ш. 127°35′ з. д. / 68,29° с. ш. 127,59° з. д. | 84,6        |
| Q        | 69°10′ с. ш. 136°23′ з. д. / 69,17° с. ш. 136,38° з. д. | 30,7        |
| S        | 71°08′ с. ш. 137°46′ з. д. / 71,14° с. ш. 137,77° з. д. | 23,3        |

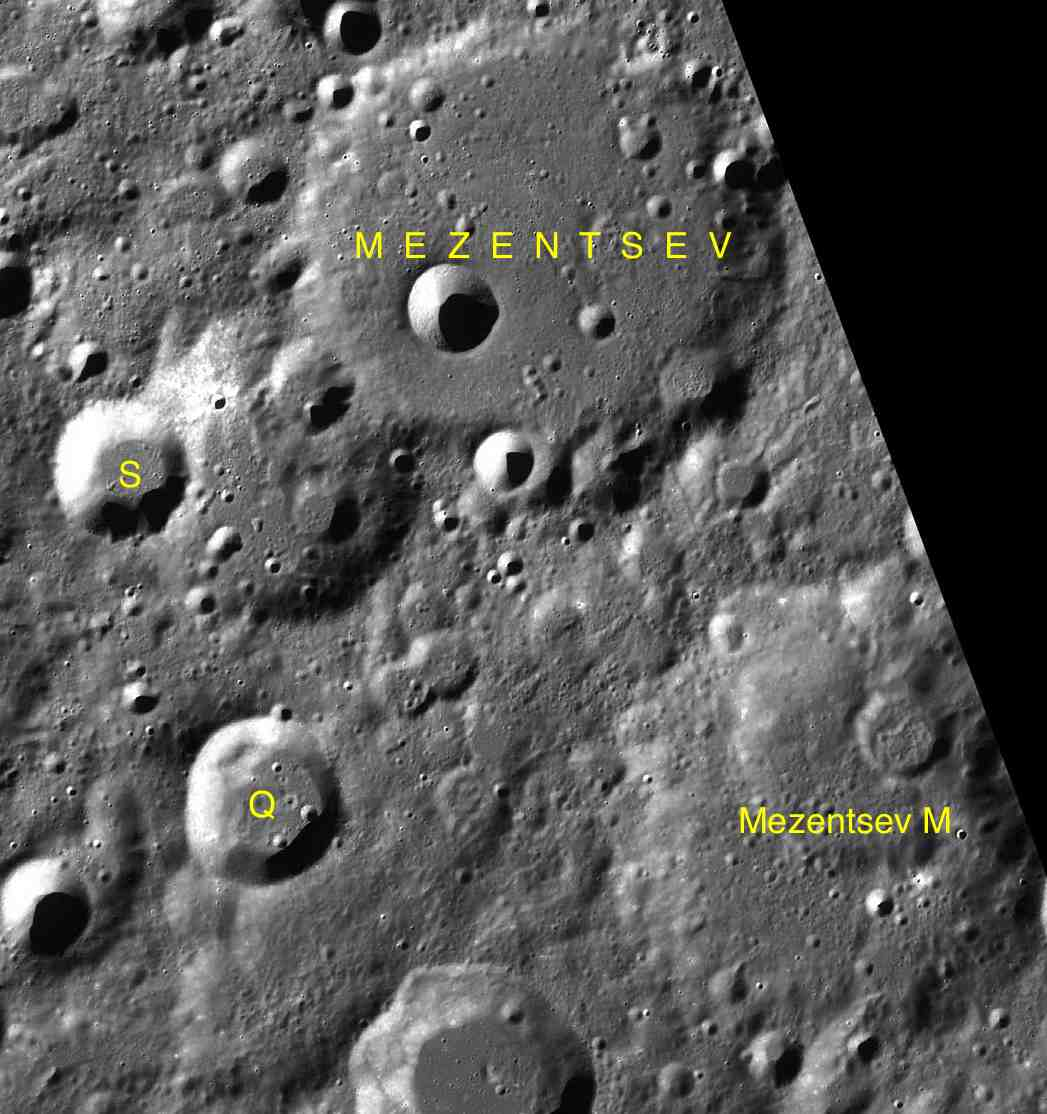
Фрагмент карты LAC-8.

- Образование сателлитного кратера Мезенцев M относится к донектарскому периоду[1].

## См.также
- Список кратеров на Луне
- Лунный кратер
- Морфологический каталог кратеров Луны
- Планетная номенклатура
- Селенография
- Минералогия Луны
- Геология Луны
- Поздняя тяжёлая бомбардировка